# Aerostat
Aerostát (iz grščine ἀήρ: aer – zrak + στατός: statos – statičen) je zrakoplov lažji od zraka. Vzgon zagotavlja plin, ki ima manjšo gostoto kot okoliški zrak – s tem se pojavi vzgonska sila. Lahko se uporablja vzgonski plin npr. helij ali vodik (pri zračnih ladjah) ali pa segreti zrak (pri toplozračnih balonih). Kdaj pa tudi kombinacija npr. Rozierjev balon. 
Za vzgon ni potrebno premikanje skozi zrak, zato oznaka »stat«. Druga kategorija so aerodini (zrakoplovi težji od zraka), ki ustvarjajo vzgon z aerodinamičnimi učinki. Pri aerodinih mora obstajati tok zraka čez aeroprofil drugače ne pride do vzgona – zato oznaka »din« (dinamičen).
Obstajajo tudi hibridne zračne ladje pri katerih del vzgona zagotavlja vzgonski plin, del vzgona pa se proizvede preko aerodinamičnih učinkov.

## Zgledi aerostatov
- zračna ladja
- toplozračni balon
- cepelin
- Rozierjev balon